# یواس‌اس ساینا (۱۸۱۵)
یواس‌اس ساینا (۱۸۱۵) (به انگلیسی: USS Cyane (1815)) یک کشتی بود که طول آن ۱۱۸ فوت ۲ اینچ (۳۶٫۰۲ متر) بود. این کشتی در سال ۱۸۰۶ ساخته شد.